# ترور جوونیل مویس
جوونیل مویس، رئیس‌جمهور هائیتی، در ۷ ژوئیه ۲۰۲۱ در ساعت ۱ بامداد منطقه زمانی شرقی توسط گروهی از افراد مسلح ناشناس در محل زندگی شخصی خود ترور شد. همسر مویس، بانوی اول این کشور، مارتینی مویس، زخمی شد و در پی این حمله در بیمارستان بستری شد.